# نادي مونتي أزول
أتلتيكو مونتي أزول (بالإنجليزية: Atlético Monte Azul)‏ يشار إليه عادة باسم مونتي أزول ، هو نادي كرة قدم برازيلي مقرّه في مونتي أزول بوليستا، ساو باولو. يتنافس الفريق في دوري باوليستا الدرجة الثالثة، وهو الدرجة الثالثة من دوري ولاية ساو باولو لكرة القدم، وفي الدوري البرازيلي الدرجة الرابعة.